# Flip Vuijsje
Flip Vuijsje (1949) is een Nederlands journalist, columnist en schrijver.

## Leven en werk
Vuijsje studeerde politieke wetenschap & sociologie aan de Universiteit van Amsterdam. Van 2003 tot begin 2011 was hij hoofdredacteur van Arts & Auto, het ledentijdschrift van de Vereniging VvAA. Eerder was hij hoofdredacteur van een aantal ICT-tijdschriften, en weer daarvoor twaalf jaar lang hoofdredacteur van het weekblad Intermediair. Ook schreef hij verschillende boeken over onder meer economie en management.

## Publicaties
- De vijfde doelstelling. Inkomensbeleid: scharnier van de economie (redactie met Marjanne Sint en Michel Korzec), Amsterdam: Intermediair 1981
- Politieke economie (redactie met Jos de Beus), Amsterdam: Intermediair 1987
- 21 misverstanden over de nieuwe economie, Amsterdam: Meulenhoff 2000
- Keith en Mick. Veertig jaar bewogen vriendschap, Utrecht: Het Spectrum 2003
- Niet zeuren maar managen. Waarom leidinggeven zo belangrijk is, Utrecht: Het Spectrum 2004
- Mick Jagger. Manager/ondernemer, Amsterdam: Nieuw Amsterdam 2005
- Uitgedokterd. Het andere leven van 17 medici (samenst. en red. samen met Monique Bowman), Amsterdam: Nieuw Amsterdam 2006
- Mickonomics. De zakelijke kracht van de grootste rockband ooit, Amsterdam: Nieuw Amsterdam 2013

- Gemeinsame Normdatei: 1026998913
- International Standard Name Identifier: 0000 0000 4070 4708
- Library of Congress Control Number: n2006034137
- Nederlandse Thesaurus van Auteursnamen: 068637799
- Virtual International Authority File: 31423402
- WorldCat: E39PBJvXgYhHqd68rkfBRcCRKd